# Alan Judge
Alan Christopher Judge (Dublino, 11 novembre 1988) è un calciatore irlandese, centrocampista del Woking.

## Caratteristiche tecniche
Esterno destro, può giocare anche come esterno sinistro o come centrocampista centrale.

## Carriera

### Club
Prodotto del vivaio del Blackburn, nell'agosto 2010, dopo aver giocato per un paio d'anni al Plymouth (in Championship), si trasferisce al Notts County, in terza divisione. Dopo tre anni fa ritorno a Blackburn, ma dopo la prima parte di stagione, l'8 gennaio 2014 è ceduto in prestito al Brentford, in terza serie. A fine stagione quest'ultimo club riscatta il cartellino di Judge, che passa definitivamente al Brentford.

### Nazionale
Ha giocato nella nazionale irlandese.